# 典仪论

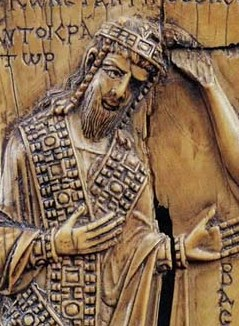
在945年的象牙上，君士坦丁七世在象牙所描绘的样貌

典仪论（拉丁語：De Ceremoniis）是学界赋予拜占庭皇帝君士坦丁七世的一部希腊文拜占庭宫廷礼仪书的名称。有时也称作“Ἔκθεσις τῆς βασιλείου τάξεως”（字面意思：皇家次序解释，摘自作品序言），或“Περὶ τῆς Βασιλείου Τάξεως”（皇家次序论）。

## 历史和来源
典仪论是由君士坦丁七世创作，大约在公元956年至959年之间。后来在尼基弗鲁斯二世进行修改，也许是在帝国宦官巴西尔·勒卡佩诺斯的监督下进行修改，並且还包含了对公元6世纪的早期描述。
典仪论的内容包含《帝国军事远征三论》，这是君士坦丁七世为其兒子罗曼努斯二世（继承人）撰写的战争方针。